# 代赫戈蘭
代赫戈蘭是伊朗的城市，位於該國西北部，由庫爾德斯坦省負責管轄，距離首府薩南達季約35公里，海拔高度1,808米，2017年人口45.386，居民主要是庫爾德人。